# Gila cypha
Gila cypha – gatunek ryby promieniopłetwej z rodziny karpiowatych (Cyprinidae). Zamieszkuje mały obszar w Ameryce Północnej. IUCN przyznaje status Gila cypha zagrożonego wyginięciem (EN).

## Taksonomia
Ryba ta została opisana naukowo przez Roberta Rusha Millera w 1946 roku. Derek Hall w swej książce Encyklopedia ryb, skorupiaków i innych stworzeń wodnych klasyfikuje cały rodzaj Gila do rodziny karpiowatych, natomiast FishBase rodzaj Gila umieszcza w odrębnej rodzinie Leuciscidae.

## Występowanie
Gila cypha występuje w rzekach Colorado i Green River w stanach Kolorado i Arizona. Na terenach stanów Utah i Wyoming najprawdopodobniej wymarł. Największa populacja zamieszkuje tereny blisko Wielkiego Kanionu. Ryby pod koniec XIX wieku były jeszcze bardzo pospolite. Poszukiwacz Ben Beamer w 1892 roku tak opisywał nadejście tarła ryb:

Kiedy w Kolorado śnieg topnieje ryby przybywają w milionach... Jest ich tak dużo, że można by było pochylić się nad brzegiem i złapać rękami dwie grube ryby naraz!

## Morfologia

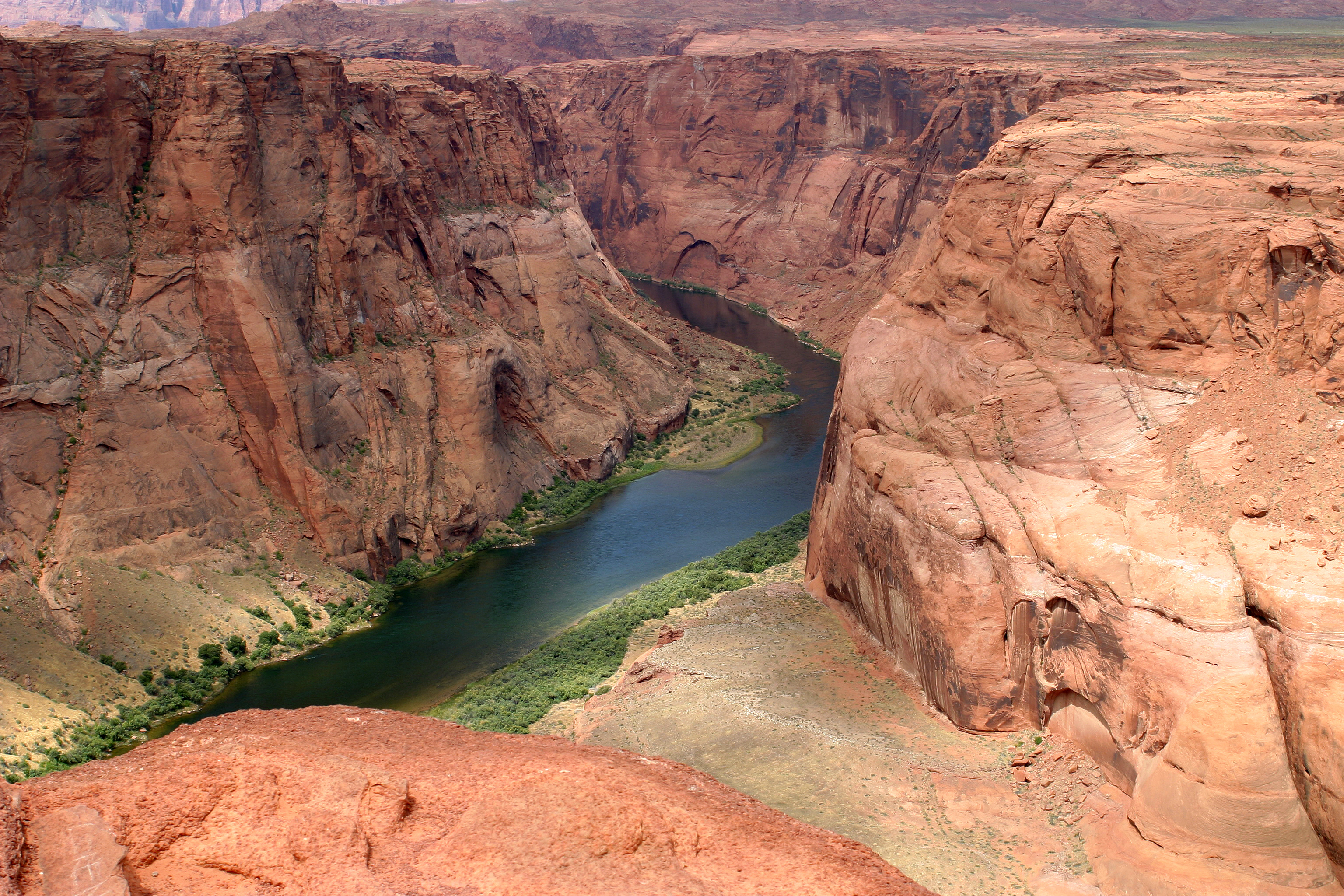
Gila cypha występuje w plosach strumieniach rzek Colorado i Green. Tutejsze środowisko odznacza się stromymi klifami.

Jest to ryba średniej wielkości, osiąga od 28 do 38 cm długości. 
Posiada małą głowę, wysokie ciało i garb tłuszczowy nad głową, przez co jest jedną z najbardziej charakterystycznych ryb z rodzaju Gila. Ubarwienie ciała zielonkawe i srebrzyste po bokach. Trzon ogonowy jest bardzo smukły, płetwa ogonowa jest duża. W okresie godowym spód ciała jest przyozdobiony czerwonymi plamami. 

## Ekologia i zachowanie
Zamieszkuje głębokie plosa szybkich wód, w pobliżu głazów i stromych klifów. 
Jest gatunkiem wszystkożernym, odżywiającym się nitkowatymi glonami, bezkręgowcami i innymi małymi rybami.
Tarło trwa od kwietnia do lipca w strumieniach i dopływach rzek. Ikra uwalniana jest w toni wodnej, opada na dno i przykleja się do podłoża. Rodzice nie opiekują się ikrą. Ponadto niektóre osobniki G. robusta i G. elegans wykazują wzorce zmienności wyglądu, przez co są podobne do G. cypha, możliwe iż te trzy gatunki krzyżują się w naturalnym środowisku, możliwe też, iż G. robusta i G. elegans są podgatunkami G. cypha, nie ma jednak na to dowodów.

## Status
Międzynarodowa Unia Ochrony Przyrody (IUCN) uznaje Gila cypha za gatunek zagrożony wyginięciem (EN – Endangered). Liczebność populacji nie jest dokładnie znana, może wynosić około 10 tysięcy osobników; jej trend uznaje się za spadkowy. Przyczyną wymierania tej ryby jest zanieczyszczanie wód środkami chemicznymi, drapieżnictwo ze strony ryb pstrągowatych i intensywny połów.